# Fontana di piazza del Mercato
La Fontana di piazza del Mercato, nota anche come Fonte di Piazza, si trova a Spoleto, nella omonima piazza un tempo denominata piazza del Foro, centro di scambi e commercio in epoca romana, e oggi cuore del centro storico.

## Storia

### L'antica fontana
Sulla piazza esisteva già un'imponente fontana nel secolo XIII; un'altra venne riedificata nel 1433 nello spazio di fronte a quella attuale dall'architetto locale Giovanni Buono, grazie al contributo di Tommaso Martani, cavaliere, gentiluomo e giureconsulto spoletino. Il costo dei lavori fu di seicento fiorini; l'inaugurazione avvenne in occasione della visita in città dell'imperatore Sigismondo di Boemia.
Altre notizie sono riportate da Achille Sansi nella sua opera Storia del Comune di Spoleto dal secolo XII al XVII. Lo storico ci informa che:
- nel 1512 la fontana venne "ravvivata di maggior copia d'acqua" grazie a migliorie effettuate nelle condutture[3].
- nel 1580 un imprendibile giovane bandito che era solito assalire e depredare cittadini e abitazioni, tal Petrino Leoncilli, espose sulla fontana, con intenti intimidatori e di sfida, le teste che aveva mozzato a tutti i suoi avversari con sfrenata atrocità, insieme ad una masnada di fedelissimi complici[4].

### Lamostra delle hore
Lo spazio di fronte alla fontana era occupato da una chiesa romanica chiamata chiesa di San Donato, di cui oggi restano soltanto gli archi delle campate lungo via dei Duchi, occupate da negozi di aspetto medievale, ma effettivamente ricavati nella seconda metà del Cinquecento, quando la chiesa cadde in rovina e venne abbandonata. 

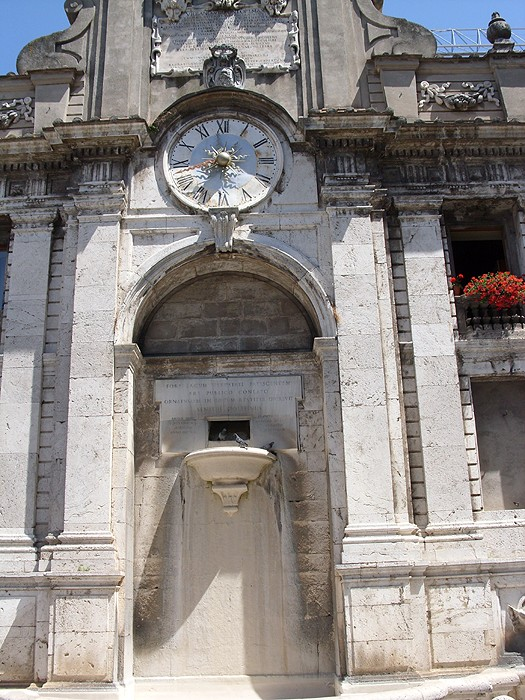
Fontana di piazza del Mercato

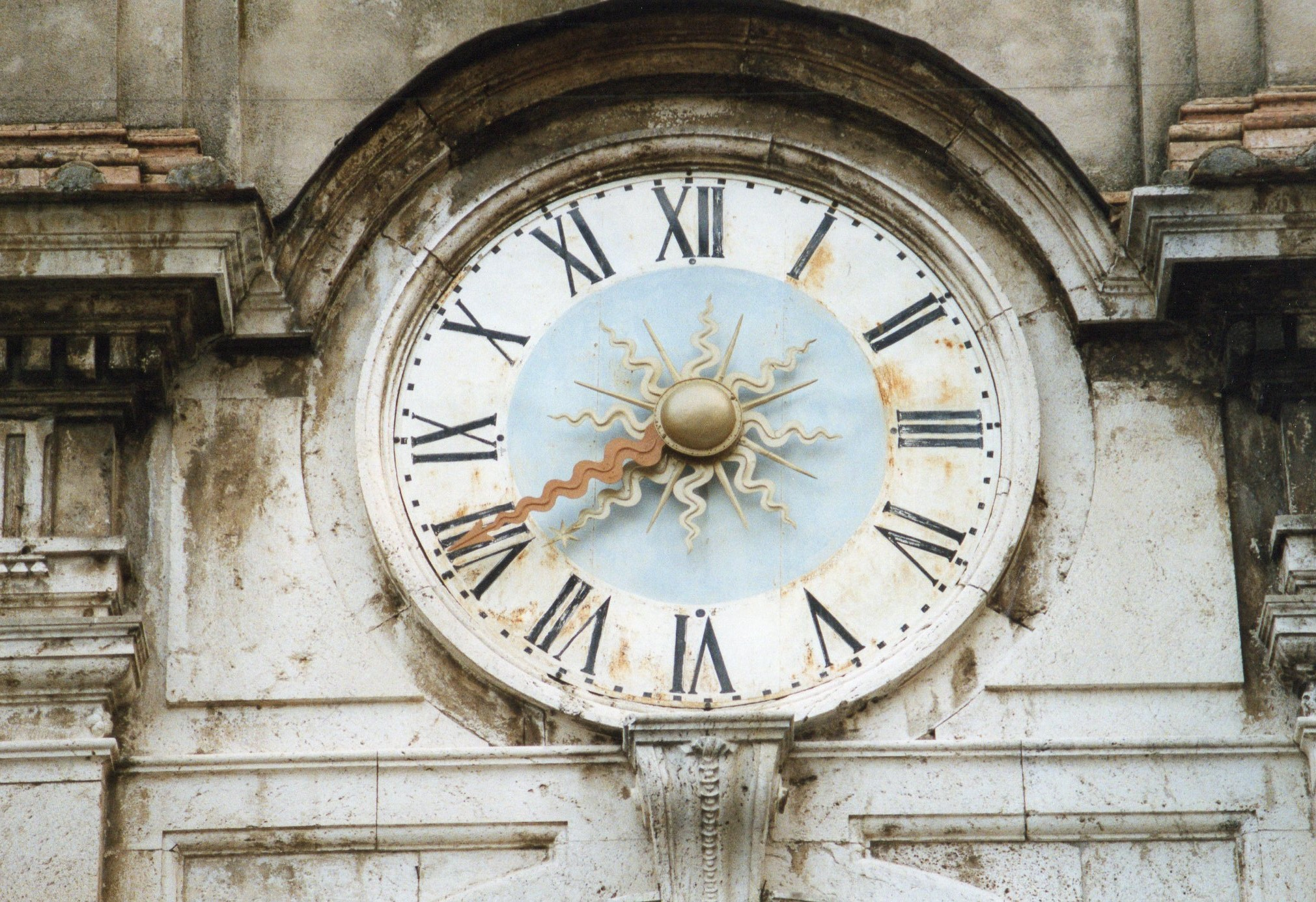
L'orologio della fontana

La facciata prospiciente la piazza venne utilizzata come sostegno e appoggio per una mostra delle hore, cioè un orologio pubblico. 
Sopra il quadrante nel 1626 venne innalzato un frontone molto addobbato, eseguito a Roma, su disegno di Carlo Maderno, per celebrare la famiglia Barberini e in modo particolare il papa Urbano VIII, che era stato vescovo di Spoleto dal 1608 al 1617. Sino a quel momento gli era stato dedicato solo un busto di bronzo opera del Bernini, posto non dal comune ma dal nipote, il cardinale Francesco Barberini, all'interno del duomo. In cima al frontone sono tuttora evidenti quattro stemmi: il primo di papa Urbano VIII, a seguire quelli dei cardinali Francesco e Antonio Barberini, in ultimo lo stemma del casato.
L'agiografica iscrizione, dedicata al papa e dettata da Giovanni Ciampoli in latino, dice:

### La fontana attuale
L'antica fontana venne demolita nel 1746 per far posto alla nuova che venne costruita tra il 1746 e il 1748 a spese del comune dall'architetto romano Costantino Fiaschetti che ideò una scenografica facciata quasi tutta in travertino, secondo il gusto romano delle mostre d'acqua. 
Valenti scalpellini romani scolpirono i due mascheroni laterali e la mensola entro l'arco centrale. Fu riadoperato il frontone secentesco barberiniano risparmiato dalla demolizione della vecchia fontana, e nelle nicchie laterali sopra i mascheroni, vennero poste due statue in legno dipinto scolpite da Francesco Appiani.
Sia gli elementi architettonici, sia i materiali impiegati, documentano una costruzione a più riprese. Il risultato è un'accozzaglia di stili: un pomposo monumento barocco, un orologio pubblico ed una fontana condividono un prospetto dalle linee rigorose nella parte inferiore, spartita da lesene trabeate a ordine unico, ma ricco di festoni, fiaccole e mensole arricciate nella parte superiore. 

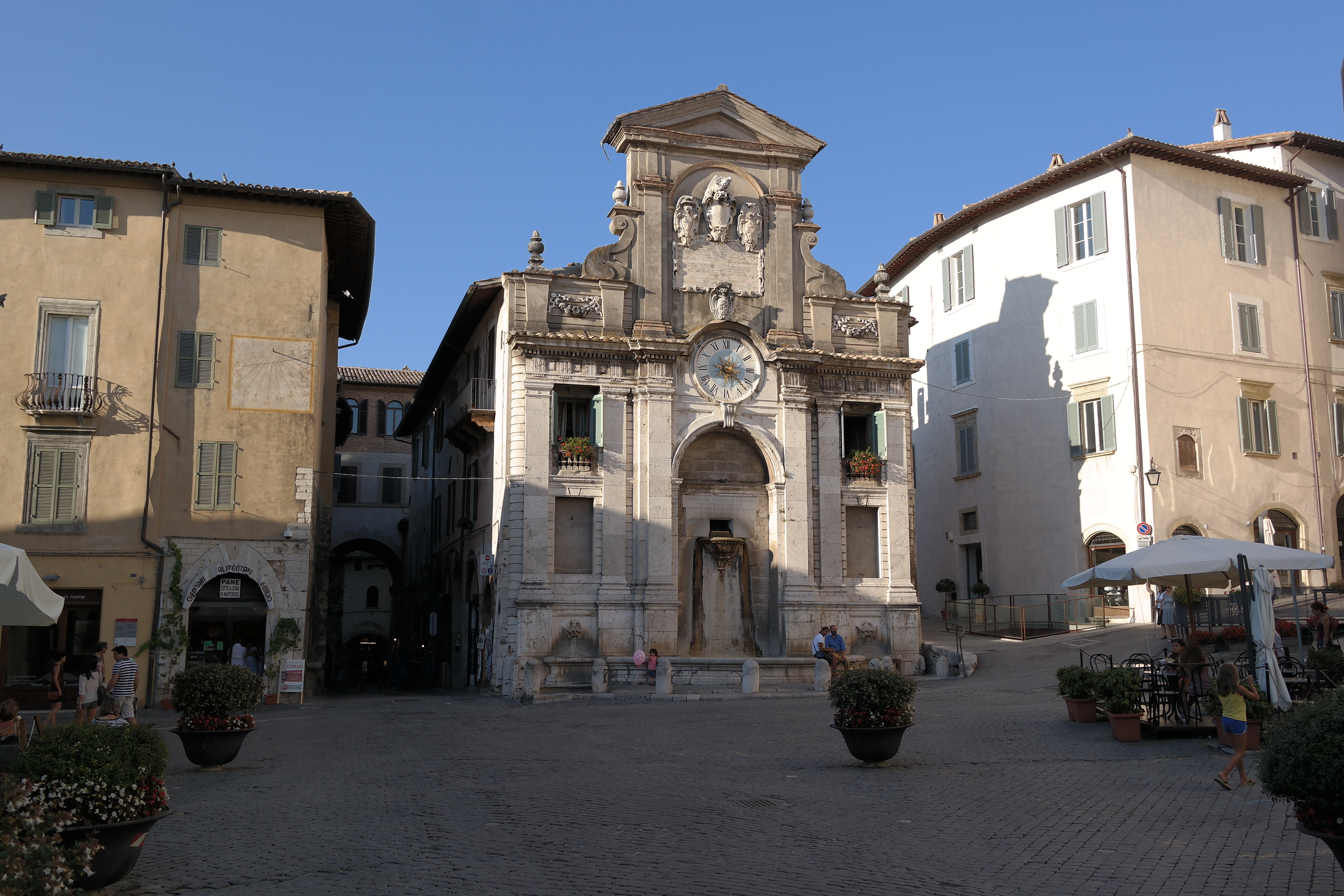
Fonte di Piazza

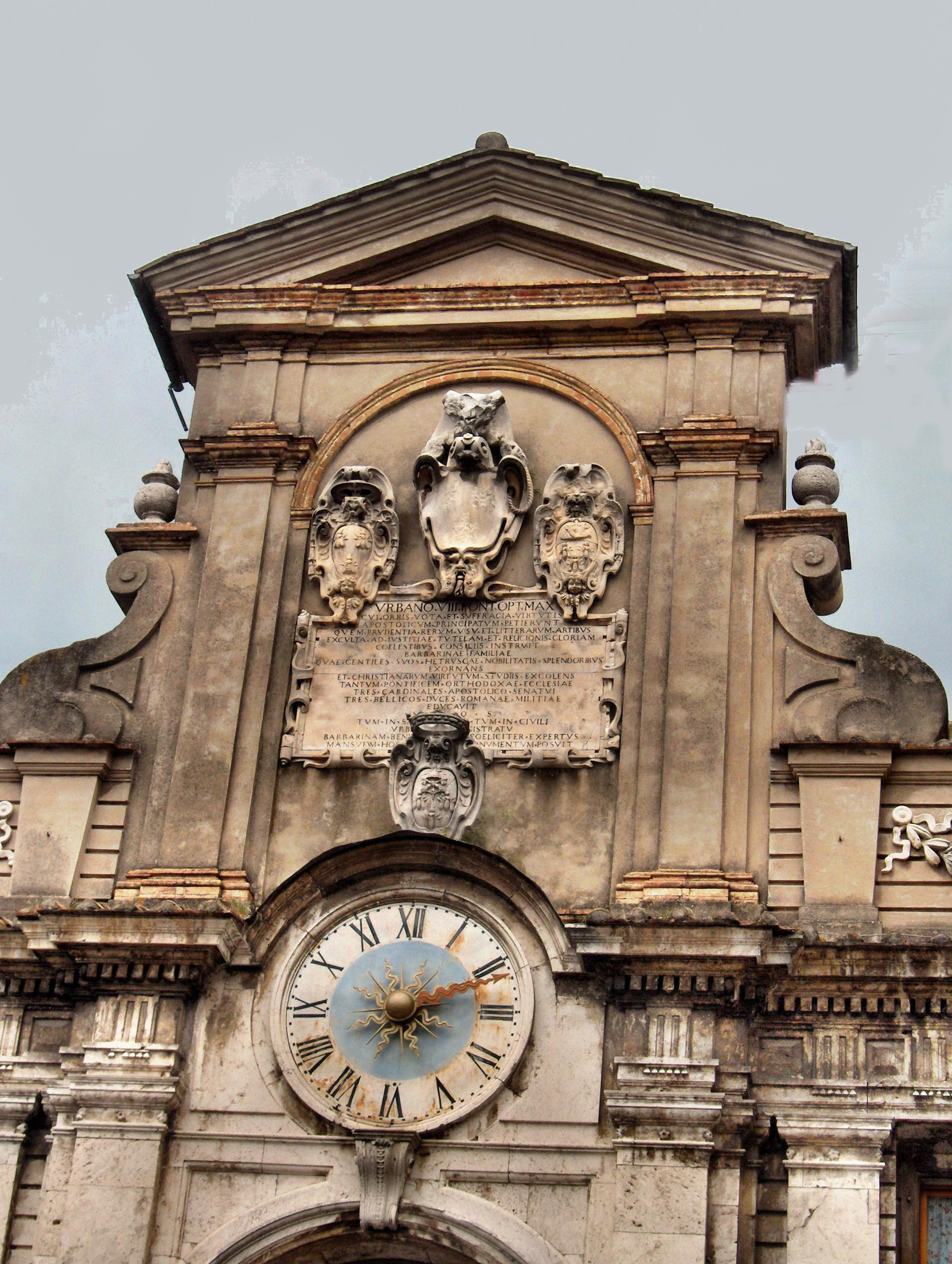
Frontone barocco con iscrizione dedicatoria a Urbano VIII

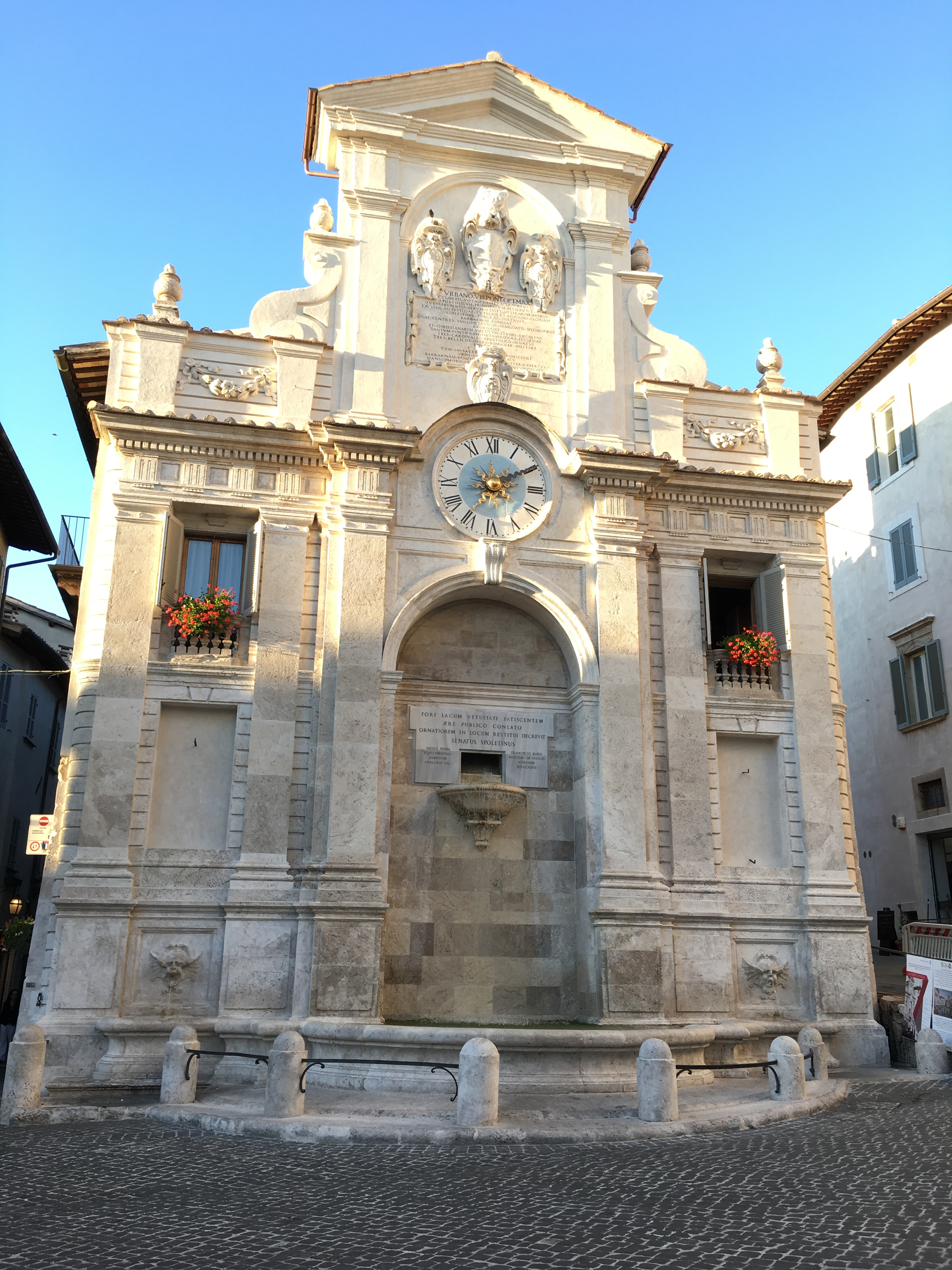
Dopo il restauro del giugno 2018

Per alcuni anni un locale adiacente venne adibito a pescheria, il pesce veniva lavato ed esposto proprio dentro la fontana; l'attività venne traslocata nei primi anni dell'Ottocento.

### Recentemente
Nel 1968, in occasione del Festival dei Due Mondi, gli artisti statunitensi Christo Vladimirov Yavachev e Jeanne-Claude Denat de Guillebon noti più semplicemente con il nome di Christo, apprezzati per le loro installazioni spettacolari centrate sulla tecnica dell'"impacchettamento", incartarono con teli di nylon la fontana che rimase coperta per tutta la durata del festival. Stessa sorte toccò al Fortilizio dei Mulini, sul lato destro del Ponte delle Torri.
Nel 1977 la parte superiore del prospetto venne sottoposta a lavori di consolidamento grazie al contributo dell'Associazione Amici di Spoleto e della Mobil Oil Italiana.
Nel giugno 2015, dopo circa 150 anni dall'ultimo intervento, è stato restaurato l'orologio divenuto negli anni illeggibile; è emerso di nuovo l'antico bagno d'oro delle lancette, resistente da oltre mille anni.
Nel 2018 la fontana è stata restaurata in concomitanza con i lavori di riqualificazione dell'intera piazza.